# Contemporary Noise Ensemble
Contemporary Noise Ensemble (wcześniej Contemporary Noise Sextet oraz Quintet oraz Quartet) – polski zespół muzyczny. Został założony w Szubinie przez braci Kapsa, po rozpadzie grupy Something Like Elvis. Członkowie zespołu określają muzykę, którą grają połączeniem jazzu, muzyki filmowej oraz improwizacji.

## Skład
- Bartek Kapsa – perkusja
- Kuba Kapsa – pianino
- Michał Jan Ciesielski – saksofon tenorowy
- Wojciech Jachna – trąbka
- Kamil Pater – gitara
- Olo Walicki – kontrabas

Byli członkowie:
- Antoni Olszewski – kontrabas
- Tomasz Glazik – saksofon tenorowy, saksofon barytonowy

## Dyskografia
- 2006 – Pig Inside the Gentleman (wydana pod nazwą Contemporary Noise Quintet)
- 2008 – Theatre Play Music (wydana pod nazwą Contemporary Noise Quartet)
- 2008 – Unaffected Thought Flow  (wydana pod nazwą Contemporary Noise Sextet)
- 2011 – Ghostwriter’s Joke (wydana pod nazwą Contemporary Noise Sextet)
- 2022 – An Excellent Spiritual Serviceman (wydana pod nazwą Contemporary Noise Ensemble)
- 2024 – Lost Pigs And Abandoned Gentlemen (wydana pod nazwą Contemporary Noise Sextet)